# John Ashcroft
John David Ashcroft (Chicago, 9 de maig de 1942) fou el 79è Fiscal General dels Estats Units.
Va servir durant la primera administració del president George W. Bush, de 2001 a 2005.
En el seu primer any d'exercici com a Secretari de Justícia es va acordar amb el llavors president Bush de canviar el nom l'edifici central del Departament de Justícia a Washington, DC: Edifici del Departament de Justícia Robert F. Kennedy (Robert F. Kennedy Department of Justice Building). Ho va fer el 20 de novembre de 2001, dia del 76è aniversari del traspassat fiscal general, en un emotiu homenatge al carismàtic Robert F. Kennedy.
El van triar governador de Missouri el 1985. Va ser triat posteriorment senador. Ashcroft és membre del sector més dretà del Partit Republicà. És conegut per les seves fortes creences cristianes.